# Aptitude
aptitude (anglická výslovnost [ˈæptiˌtjuːd, Amer ˌtuːd]) je nadstavba nad balíčkovacím systémem APT, používaným zejména v systému Debian a v distribucích Linuxu od něj odvozených.
Aplikace aptitude pracuje v terminálu, ovšem využívá knihovnu ncurses, která v textovém uživatelském rozhraní, pomocí pseudografiky, nabízí řadu prvků obvyklejších spíše v programech s grafickým uživatelským rozhraním, např. rozbalovací nabídky.
Kromě tohoto rozhraní se nabízí i možnost využívání aptitude pomocí příkazů a parametrů zadávaných přímo z příkazového řádku.

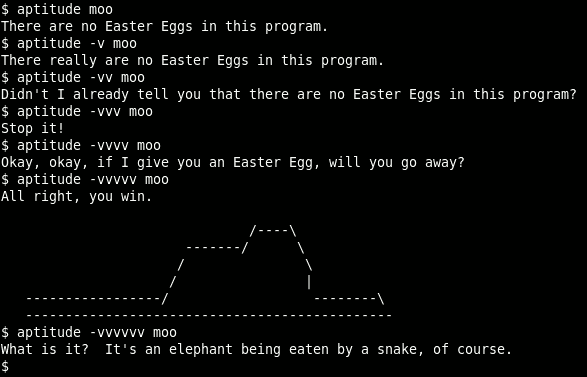
Vtípek, který aptitude vypíše při zadání vhodných nesmyslných parametrů, je odkazem na Malého prince

Aplikace, vzniklá roku 1999, je napsána v C++ pod licencí GNU GPL. Byla též portována na upravený iOS jako součást správce balíčků Cydia.